# New Smyrna Beach
New Smyrna Beach är en stad i Volusia County i den amerikanska delstaten Florida med en yta av 30,8 km² och en folkmängd, som uppgår till 23 161 invånare (2007). New Smyrna Beach ligger i strandområdet Fun Coast. Många kändisar har bott i staden, bland andra John Travolta och Neil Young.